# Loros de la Universidad de Colima
Para el equipo de baloncesto, véase Loros de la Universidad de Colima (baloncesto).
El club Loros de la Universidad de Colima fue un equipo de fútbol profesional mexicano, de la ciudad de Colima en el estado del mismo nombre. Participaba en la Liga de Expansión de México.

## Historia
El equipo nació en la Tercera División de México, debutando el 10 de septiembre de 1981, jugando sus encuentros en Manzanillo hasta que ese mismo año la Universidad de Colima adquirió a un precio de 400 millones de pesos el Estadio San Jorge, que se convertiría en sede del equipo. Sería en ese mismo torneo que se posicionaría entre los primeros lugares desde su primera incursión. 
En el campeonato de liga 1981-1982, de agosto a mayo, terminó en primer lugar de su grupo, con lo que obtuvo el derecho de jugar la liguilla por el ascenso a la Segunda División de México y resultó Subcampeón de su            grupo; por ello, este equipo fue invitado a ingresar en la categoría de la Segunda División de México del grupo B, pero declinó la invitación por razones económicas.
Este equipo participó en un cuadrangular efectuado en Cihuatlán, Jalisco, en el campeonato de liga de 1982-1983, siendo uno de sus jugadores fue llamado a participar como titular en el puesto de                      delantero de la Selección Mexicana de Fútbol universitaria que representó a México en el Campeonato Mundial Universitario. 
En la campaña de 1985, los Loros de Héctor Hernández llevaron una campaña invicta que terminó cuando faltaban tres encuentros. El Chale murió el 18 de junio de 1984, cuando siendo entrenador de los Loros de Colima, sufrió un accidente automovilístico viajando hacia la Ciudad de Colima, Colima el camión fue impactado por otro y Héctor Hernández sería el único que perdió la vida en el accidente.
En el deporte profesional, la Universidad de Colima participó en el campeonato de la Federación Mexicana de Fútbol, 1986-1987, quedando en segundo lugar de su grupo, con lo que obtuvo el derecho de pasar al torneo "Liguilla de Ascenso".
En 1991 la Universidad de Colima cedió por dos años la franquicia de su equipo Loros al Club Deportivo Colimense, mediante una fianza de 150 millones de pesos. El CD Colimense fue apodado Palmeros, ganando el Torneo 1992-1993, y el contrato se extendió por varios años, cambiando su nombre al de Palmeros de Colima simplemente en los noventa. 
Luego de un convenio de colaboración con el Gobierno del Estado, para que la Universidad de Colima y la administración estatal compartieran la franquicia de Palmeros de Colima con cincuenta por ciento para cada una de las instancias, se anunció que los Palmeros pasarían a llamarse Palmeros-Loros, militando en la Segunda División de México y siendo su DT, François Omam-Biyik. 
El equipo fue llamado Palmeros-Loros, hasta que el gobernador Silverio Cavazos, cedió el cincuenta por ciento de su participación en la franquicia del equipo, pasándose a llamar sólo Loros de la Universidad de Colima. En este cambio, es que se designa al Neto Santana como DT, quien fue uno de los pilares de aquel equipo de Tercera División de México que en los años ochenta dirigiera el delantero de las Chivas del Guadalajara y de la Selección Mexicana, Héctor Hernández.
En 2008, con apoyo del empresario Jimmy Goldsmith, el Atlético Cihuatlán, quien había quedado campeón del Torneo Clausura 2007 de la Tercera División de México y por lo tanto había ascendido, se fusionó con los Loros de Colima, incorporándose varios jugadores y a Octavio Mora como entrenador. Loros pasó a estar conformado por un equipo titular dirigido por Octavio Mora, y uno de reservas, dirigido por José Ernesto Santana Díaz, integrado por jóvenes colimenses y que nutriría de jugadores al primer equipo. La porra oficial del equipo se llama "La Kotorra" cual se ubica en la zona norte.
Disputaron su primera Final en Segunda División de México en el Torneo de Apertura 2008 ante los Venados de Mérida FC. Luego de haber empatado 2-2 en el global; en los penales, Mérida FC se impuso 3-2 al equipo universitario. Loros había tomado ventaja de 1-0 en la ida celebrada en Yucatán, pero en la vuelta, Mérida sorprendió a Loros en el Estadio Olímpico y empató el global con marcador de 2-1.
Durante ese mismo Torneo de Apertura 2008 de la Liga Premier de Ascenso de la Segunda División de México, Loros sumó 41 puntos y terminó como Líder General de la Liga. Así también fue la mejor ofensiva del torneo con 47 goles y la mejor defensiva de la Zona Norte.
Tras concluir el torneo de Clausura 2012, y a pesar de haber calificado a la liguilla, el presidente del equipo decidió abstenerse a jugar dicha fase, alegando que el equipo no veía victoria alguna desde la fecha 10, cosechando solo 4 puntos de 15 puntos disputados, por lo que se finiquitó a todos los jugadores y se corrió el rumor de la venta de la franquicia, cuestión que no sucedió. El 15 de mayo de 2012 la Universidad de Colima y el Club presentaron un proyecto para el Apertura 2012 de la Liga Premier de Ascenso, en el cual el equipo sería conformado en su totalidad por jugadores nacidos en el estado de Colima.
Un año después de haber puesto en marcha el nuevo proyecto, el equipo Loros de la Universidad de Colima disputó su segunda Final en la Segunda División Mexicana, en esta ocasión ante Linces de Tlaxcala en el Apertura 2013 de la Liga Premier de Ascenso. Luego de haber empatado 3-3 en el global; en los penales, Linces ganó 8-7 en muerte súbita al equipo emplumado. Loros había tomado ventaja de 3-1 en la ida celebrada en Colima, pero en la vuelta Linces empató el global con marcador de 2-0.
Durante ese torneo de Apertura 2013 de la Liga Premier de Ascenso, Loros fue el equipo que más puntos sumó durante el torneo (35 Pts.) y fue líder del Grupo 2, pero debido al porcentaje, terminó como Sublíder en la Tabla general de la Liga. Así también, sus artilleros Jorge “El Perico” Amador (15 goles) y Juan Carlos “El Cremas” Martínez (13 goles) conquistaron respectivamente los títulos de Campeón y subcampeón de goleo de la Liga Premier de Ascenso.

### Ascenso a la Liga de Ascenso
El 9 de mayo de 2015, Loros se instaló por tercera ocasión en la Final de la Segunda División de México, pero en esta ocasión fue la vencida para los Loros,  pues por fin se proclamaron Campeones del Clausura 2015 de la Liga Premier de Ascenso, al derrotar con un global de 3-2 a Cruz Azul Hidalgo. En la ida, Cruz Azul Hidalgo tomó ventaja de 2-1 en Ciudad Cooperativa Cruz Azul; pero en la vuelta, el conjunto de la Universidad de Colima ganó 1-0 en el tiempo regular, forzando el encuentro a los tiempos extra donde el cuadro Colimense tuvo la oportunidad de marcar el 2-0 definitivo que le daba el campeonato de la Segunda División y la oportunidad de disputar la Final de Ascenso ante Potros de la Universidad Autónoma del Estado de México, equipo campeón del Apertura 2014.
Durante ese torneo de Clausura 2015 de la Liga Premier de Ascenso de la Segunda División de México, Loros fue Sublíder General con 26 puntos. Además su ariete Juan Carlos “El Cremas” Martínez terminó como Subcampeón de goleo al marcar 13 anotaciones durante el torneo de la Liga Premier de Ascenso.
Una semana más tarde, el 16 de mayo de 2015, Loros se coronó como Campeón de temporada 2014-2015 tras vencer con un global de 3-1 a Potros de la Universidad Autónoma del Estado de México y con ello obtuvieron su pase al Ascenso MX, antesala de la máxima categoría del Fútbol Profesional Mexicano.
En el partido de ida disputado en tierras Mexiquenses, Potros y Loros no se hicieron daño, por lo que todas las emociones estuvieron reservadas para la vuelta en el Estadio Olímpico Universitario de Colima, donde finalmente los Loros se impusieron 3-1 sobre Potros UAEM y se coronaron como campeones de Ascenso.
La plaza en el Ascenso MX quedó reservada para Loros, quienes iniciarían su aventura en la antesala de la Primera División Mexicana hasta julio del año 2016 en el Torneo Apertura 2016, pero por mientras disputaron los torneos Apertura 2015 y Clausura 2016 en la Segunda División de México mientras re modelaban el Estadio Olímpico Universitario de Colima con las condiciones que exige la Federación Mexicana de Fútbol para albergar juegos de Ascenso MX y Copa MX.
El 16 de julio de 2016, Loros de la Universidad de Colima finalmente hizo su debut oficial en el Torneo Apertura 2016 del Ascenso MX enfrentando a Venados F.C. El partido se llevó a cabo en el recién remodelado Estadio Olímpico Universitario, juego en el cual el cuadro de la Universidad de Colima logró su primera victoria al imponerse 2-0 al equipo de Yucatán. 
Marvin Leonardo Piñón fue el encargado de anotar (4') desde el manchón de penal el primer gol oficial ya como equipo participante del Ascenso MX. Posteriormente, en los minutos finales del encuentro (90'), Alan Gustavo Ramírez cerraría la cuenta con un tremendo gol al ángulo, mismo que firmó desde afuera del área grande y que a la postre significó el 2-0 definitivo para el conjunto de la Universidad de Colima.

### Descenso a la Segunda División
A falta de una jornada en el Clausura 2017 del Ascenso MX, los Loros de Colima consumaron su descenso a la Segunda División del fútbol mexicano, luego de perder 4-3 con Zacatepec. Por si fuera poco, Tampico Madero, equipo que también luchaba por la permanencia y que le sacaba cuatro puntos de ventaja a los Loros, venció 2-0 a UdeG, en condición de visitante, pero el resultado del partido de Loros definió la batalla. El conjunto colimense solo pudo ganar 28 puntos en dos campeonatos, firmando su regreso a la Segunda División.
La directiva del equipo trató de mantener la categoría con la compra de alguna franquicia. Sin embargo, después de mucho tiempo de negociaciones, no se logró conseguir una franquicia de la Liga de Ascenso, pero prometieron preparar un equipo competitivo para participar en la Serie A de la Segunda División de México y deportivamente ganar el ansiado retorno a la Liga de Ascenso MX.
Al finalizar el torneo Clausura 2018, el equipo se proclamó campeón de la ahora llamada Serie A, por lo que jugó la final de categoría ante Tepatitlán, la cual finalmente perdería, no obstante, los Loros fueron considerados como el equipo que ascendería al Ascenso MX, sin embargo, su admisión fue finalmente rechazada por la liga al considerar que no cumplía los requisitos establecidos en el reglamento de competencia. De esta manera, el cuadro colimense permaneció en Segunda División.
En la temporada 2018-19, el equipo se vio obligado a continuar en la Serie A tras no conseguir la certificación para el Ascenso MX, al finalizar el ciclo regular los Loros se clasificaron a la liguilla por el título. En esta fase eliminaron a los clubes Tuxtla F.C. y Cruz Azul Hidalgo para llegar a la final ante los Tuzos de la UAZ, en esta instancia consiguieron su tercer título en la categoría tras derrotar a los zacatecanos por marcador global de 3-2. Finalmente, el 28 de mayo de 2019 se confirmó el regreso del equipo al Ascenso MX luego de ser aceptado por la liga tras cumplir los requisitos de ascenso.

### Regreso al Ascenso MX y desaparición
El 3 de agosto de 2019 se presentó el retorno de los Loros al circuito de Ascenso, el equipo fue derrotado por 1-2 ante los Venados Fútbol Club. El club finalizó su primer torneo en undécima posición general con 16 puntos, producto de tres victorias, cinco empates y cinco derrotas.
El 23 de diciembre de 2019 falleció Jimmy Goldsmith, propietario de los Loros. Luego del suceso, el 26 de diciembre se anunció la posible salida del equipo del Ascenso MX debido a que la familia Goldsmith no tenía interés en mantener el financiamiento para el mantenimiento de la franquicia. El 27 de diciembre se confirmó la desaparición del club, lo que significó el final de los equipos de Ascenso MX y Tercera División, además de la liquidación de todos sus jugadores, quienes recibieron la carta de libertad.

## Estadio

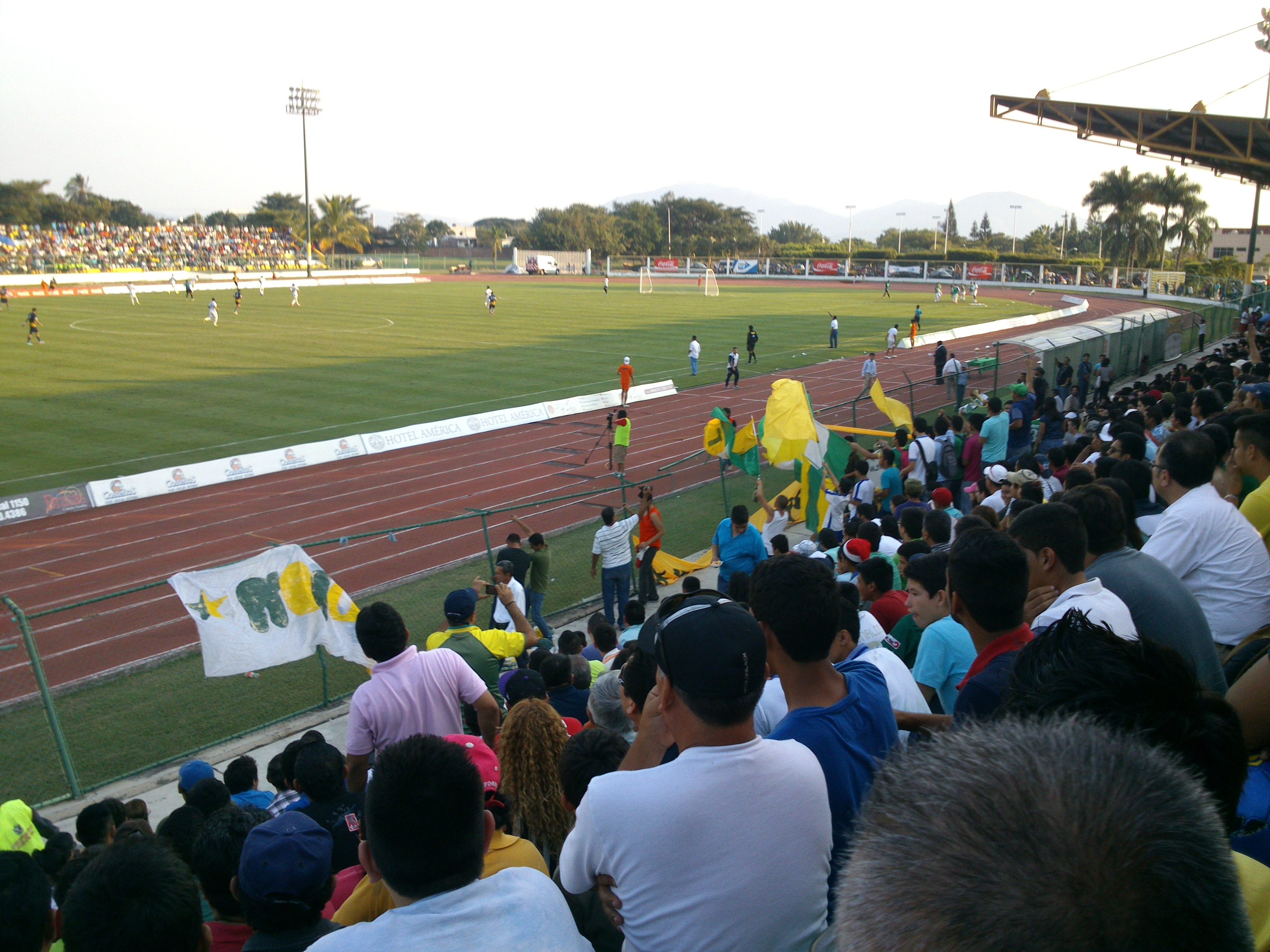
Estadio Olímpico Universitario de Colima.

Al principio, en los primeros años de su fundación como Loros (1983), el equipo jugaba en diversos campos pues no contaba con un estadio. Con la compra del Estadio San Jorge, el equipo se mudó ahí cuando ingresó a la Tercera División de México. El Club Loros de la Universidad de Colima jugó en el Estadio Olímpico Universitario de Colima. Este estadio es propiedad de la Universidad de Colima, está completamente embutacado y se encuentra ubicado en el campus central.

## Entrenadores
| - 1983-1984 : Héctor Hernández - José Villegas Tavares - Hugo Dávila Godínez - 2006-2007 : François Omam-Biyik - 2007-2008 : José Ernesto Santana Díaz - 2009-2010 : Octavio Mora - 2010-2011 : Gastón Obledo - 2011-2019 : Hugo Mora |

## Escudo
El escudo del Loros de la Universidad de Colima tenía el símbolo de un loro color verde por delante y atrás una gran "U" que simboliza la Universidad de Colima. El Loro de la Universidad fue diseñado por Valentín Arreola Mendoza en 1978 durante los festejos del Campeonato Nacional de Voleibol Femenil.
En este evento, Arreola diseñó un boletín que se distribuyó entre los aficionados y en las escuelas cercanas a la Unidad Morelos, probando poner como mascota un Volcán, un Rodillón, un Xoloescuincle y un Loro.
Finalmente se optó por el Loro pues era muy tradicional en los hogares colimenses coloniales. Al término del evento deportivo, la gente conocía a los universitarios como los Loros, utilizando como primeros uniformes los colores azul y blanco. Meses después se cambió el uniforme a los colores verde, amarillo y rojo, que se adoptó al equipo profesional de fútbol.

## Uniforme

### Uniformes actuales
- Uniforme local: Camiseta blanca con detalles verdes y amarillos, pantalón y medias blancas.
- Uniforme visitante: Camiseta amarilla con detalles verdes y blancos, pantalón y medias amarillas.
- Uniforme alternativo: Camiseta verde con detalles amarillos y blancos, pantalón y medias verdes.

| Primer Uniforme | Segundo Uniforme | Tercer Uniforme |

## Clásicos
El equipo Loros de la Universidad de Colima a lo largo de su historia jugó una serie de partidos de alto grado de interés y apasionamiento para los aficionados; sin embargo, fueron pocos los equipos que por distintas circunstancias entablaron una rivalidad deportiva con los Loros.
- Con el resurgimiento de los Loros en la Segunda División Mexicana el partido Loros de la Universidad de Colima contra F. S. Manzanillo generó cierta rivalidad deportiva entre las aficiones de Colima y Manzanillo. Sin embargo este no fue el único derbi que se tiene, antes del F.S. Manzanillo existieron partidos que levantaban pasiones encontradas, el llamado primer clásico colimense fue contra el Real de Colima.

- En la Segunda División Mexicana, el juego con mayor interés para la afición fue contra Dorados de los Mochis pues varios elementos que antes formaban parte del plantel, también militaron en ese equipo, incluido el entrenador, Octavio Mora y el mundialista Sub-17, José Reyes.

- En el Ascenso MX, un partido que llegó a ser considerado como un clásico fue contra los Leones Negros, pues con la cercanía del equipo representativo de la Universidad de Guadalajara, se creó una rivalidad deportiva entre dos de las principales Universidades del Occidente de México.

## Temporadas
Véase el anexo Temporadas de los Loros de la Universidad de Colima para conocer las posiciones y logros que ha obtenido el club a lo largo de su estancia en la Tercera y Segunda División de México.
Franquicia Palmeros Colima
| Apertura 2008      | 3.Segunda LPA     | 1°(Final)               |  |
| Clausura 2009      | 3.Segunda LPA     | 3°(Cuartos)             |  |
| Apertura 2009      | 3.Segunda LPA     | 11°(Octavos)            |  |
| Bicentenario 2010  | 3.Segunda LPA     | 3°(Semifinal)           |  |
| Independencia 2010 | 3.Segunda LPA     | 4°(Octavos)             |  |
| Revolución 2011    | 3.Segunda LPA     | 2°(Cuartos)             |  |
| Apertura 2011      | 3.Segunda LPA     | 5°(Semifinal)           |  |
| Clausura 2012      | 3.Segunda LPA     | 6°(Octavos)             |  |
| Apertura 2012      | 3.Segunda LPA     | 5°(Octavos)             |  |
| Clausura 2013      | 3.Segunda LPA     | 9°(Cuartos)             |  |
| Apertura 2013      | 3.Segunda LPA     | 1°(Final)               |  |
| Clausura 2014      | 3.Segunda LPA     | 1°(Semifinal)           |  |
| Apertura 2014      | 3.Segunda LPA     | 8°(Cuartos)             |  |
| Clausura 2015      | 3.Segunda LPA     | 4°(Campeón)             |  |
| Apertura 2015      | 3.Segunda LPA     | 5°(Semifinal)           |  |
| Clausura 2016      | 3.Segunda LPA     | 13°(Asciende)           |  |
| Apertura 2016      | 2.Ascenso MX      | 17°                     |  |
| Clausura 2017      | 2.Ascenso MX      | (Desciende)             |  |
| Apertura 2017      | 3.Segunda Serie A | 1.º Grupo I (Semifinal) |  |
| Clausura 2018      | 3.Segunda Serie A | 1.º Grupo I (Campeón)   |  |
| 2018/2019          | 3.Segunda Serie A | 2.º Grupo I (Asciende)  |  |
| Apertura 2019      | 2.Ascenso MX      | 11°                     |  |

## Himno
El Himno es el mismo que el de la Universidad de Colima, escrito por Jaime I. Quintero, quien actualmente se desempeña como profesor de música en dicha casa de estudios.
 Escuchar el himno oficial del Club Loros de la Universidad de Colima

## Palmarés

### Torneos oficiales
| Competición nacional                            | Títulos                                | Subcampeonatos               |
| ----------------------------------------------- | -------------------------------------- | ---------------------------- |
| Segunda División de México (3/2)                | Clausura 2015, Clausura 2018, 2018-19. | Apertura 2008, Apertura 2013 |
| Campeón de Ascenso de la Segunda División (1/1) | 2014-15.                               | 2017-18.                     |
| Tercera División de México (1/2)                | 1992-1993.                             | 1983-1984, 1987-1988.        |

### Torneos nacionales amistosos
- Copa Ramón Barreda Barreto (1): 2009.